# Racimir
Racimir, Racimiar – staropolskie imię męskie, złożone z członów Raci- ("walczyć, wojować") oraz -mir ("pokój, spokój, dobro"). Znaczenie imienia: "walczący o pokój".
Racimir imieniny obchodzi 19 stycznia i 10 lipca.
Znane osoby noszące imię Racimir:
- Ratomir Cotić, d-ca Błękitnej Gwardii
- Ratomir Dujković, serbski trener piłkarski
- Ratmir Chołmow, rosyjski szachista, arcymistrz
- Ratomir Ivkovic, reżyser filmowy
- Ratomir Tvrdić, sportowiec - I miejsce na MŚ w 1970 i ME 1973 oraz 1975

Postacie legendarne:
- Ratomir, syn Bladina, legendarny władca południowosłowiański

Postacie fikcyjne:
- Ratmir z poematu Aleksandra Puszkina Rusłan i Ludmiła (1820).

Zobacz też:
- Racimierz - 2 miejscowości w Polsce